# Can Torner
Can Torner és un edifici de Mataró (Maresme) protegit com a Bé Cultural d'Interès Local.

## Descripció
Es tracta d'un casal del segle xviii de planta baixa, dues plantes pis i golfes fent cantonada. S'observen els carreus i les llindes de pedra en les obertures dels balcons i finestres i uns esgrafiats posteriors a la façana del carrer d'Argentona. Els tres ulls de bou situats a la part alta de l'edifici acusen els eixos compositius de les obertures.
Hi ha una glorieta-mirador a la part alta de l'edifici amb teules vidriades de color verd.